# Steyr M
Steyr M je polavtomatska pištola avstrijskega koncerna Steyr-Mannlicher.

## Zgodovina
Pištola je nastala leta 1999 v avstrijskem podjetju Steyr-Mannlicher Gmbh & co. Pištola ima polimersko ogrodje, in je na videz malce podobna pištoli Heckler & Koch P9. Modeli M so bili izdelani v kalibrih 9 mm Luger (oznaka M9), .40 S&W (oznaka M40) ter .357 Sig (oznaka M357). Leta 2004 je bila njena konstrukcija malce spremenjena pištola pa je na voljo le v kalibrih .40 in 9 mm. Orožju je bilo dodano Picatinijevo vodilo pod cevjo, na voljo pa je bila z varovalko ali brez nje.

## Opis
Steyr M ima vgrajen striker, ki je zamenjuje udarno kladivo in iglo. Varovanje je podobno kot pri pištolah Glock, se pravi s tremi notranjimi »safe action« varovalkami, pri novejših M-1A pa še dodatni fizični varovalki, ki se nahaja znotraj branika prožilca in je na voljo v eni od različic. Ta pištola ima najbolj ergonomsko oblikovan ročaj, ki ima kot glede na cev optimalnih 111 stopinj. Nizko ležeča cev precej zmanjša odsun pištole navzgor, za dodatno natančnost pa poskrbijo nenavadni trikotni prednji in trapezoidni zadnji merek.
Pištola ima polimerično ogrodje, cev, zaklep in večina notranjih delov pa je iz ojačenega jekla. Deluje iz zaprtega Browningovega zaklepa na principu kratkega trzanja cevi.

## Različice
- Steyr M9
- Steyr M40
- Steyr M357
- Steyr M-1A